# Aidy Boothroyd
Adrian "Aidy" Boothroyd, né le 8 février 1971, à Eccleshill (Yorkshire de l'Ouest), est un footballeur anglais.
Joueur professionnel évoluant au poste de défenseur dans les années 1990, il devient entraîneur au milieu des années 2000.

## Biographie

### Carrière de joueur
Boothroyd joue en faveur des clubs d'Huddersfield Town, des Bristol Rovers, des Hearts, de Mansfield Town et enfin de Peterborough United. À la suite d'une grosse blessure, il est contraint de prendre sa retraite à l'âge de seulement 26 ans.  

### Carrière d'entraîneur
Il entraîne les clubs de Watford, Colchester United, Coventry City et Northampton Town. 
Lors de la saison 2006-2007, il officie en Premier League anglaise.

## Palmarès

### Comme entraîneur
- Angleterre espoirs
  - Vainqueur du Festival international espoirs en 2018.